# Brigada Partisan Jan Žižka
A 1ª Brigada Tchecoslovaca Partisan de Jan Žižka (em tcheco/checo:  1. československá partizánská brigáda Jana Žižky ou Partyzánská brigáda Jana Žižky z Trocnova), inicialmente conhecida como Unidade Ušiak-Murzin, foi a maior unidade partisan no Protetorado da Boêmia e Morávia  durante a ocupação alemã da Tchecoslováquia. Depois que o seu núcleo de paraquedistas treinados pelos soviéticos foi lançado na República Eslovaca em agosto de 1944, a brigada cruzou para a Morávia e começou a operar no final de 1944. Seu foco era a guerra de guerrilha, especialmente sabotagem e coleta de informações.

## Antecedentes

### Ocupação alemã

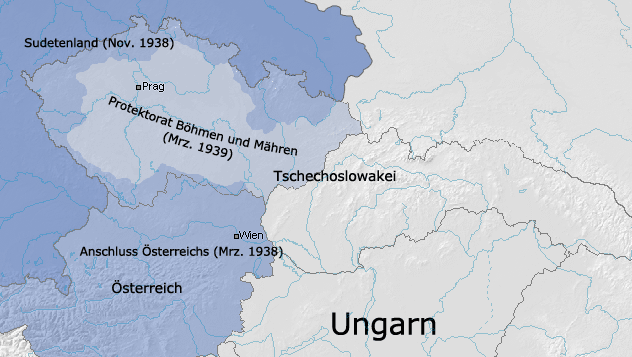
Protetorado da Boêmia e Morávia, República Eslovaca e países vizinhos

Em 1938, o chanceler alemão Adolf Hitler anunciou suas intenções de anexar os Sudetos, uma região da Tchecoslováquia com uma elevada população étnica alemã. Tal como o anterior apaziguamento de Hitler tinha demonstrado, os governos tanto da França como da Grã-Bretanha tinham a intenção de evitar a guerra.  O primeiro-ministro britânico Neville Chamberlain e outros líderes políticos ocidentais negociaram com o chanceler alemão Adolf Hitler e finalmente concordaram com as suas exigências no Acordo de Munique, em troca de garantias da Alemanha Nazista de que nenhuma terra adicional seria anexada. Nenhum representante da Checoslováquia esteve presente nas negociações.  Cinco meses depois, quando a Dieta Eslovaca declarou a independência da Eslováquia, Hitler convocou o presidente checoslovaco Emil Hácha a Berlim e forçou-o a aceitar a ocupação alemã do estado checo e a sua reorganização no Protetorado da Boémia e Morávia, dominado pelos alemães.  A Alemanha prontamente invadiu e ocupou os restantes territórios checos. Embora a França tivesse uma aliança defensiva com a Checoslováquia, nem Paris nem Londres intervieram militarmente. 
Os nazistas consideravam que muitos checos eram etnicamente arianos e, portanto, adequados para a germanização .  Como consequência, a ocupação alemã foi menos dura do que em outras nações eslavas. Por exemplo, as rações alimentares no Protetorado da Boêmia e da Morávia eram quase idênticas às da Alemanha.  A ocupação influenciou a vida quotidiana dos checos comuns através da militarização da economia, da eliminação dos direitos políticos e do transporte para a Alemanha para trabalhos forçados.  Mais de 20 mil checos foram executados e outros milhares foram deportados para campos de concentração.  Embora a violência geral da ocupação tenha sido menos severa do que na Europa Oriental,  fez com que muitos checos odiassem os alemães que viviam dentro do Protetorado e apoiassem grupos partisans. 

### Situação militar
Embora houvesse amplo apoio popular à resistência, em outros aspectos o Protetorado era inadequado para atividades partisans. Havia muito poucas armas, apesar das políticas de armas de fogo relativamente liberais em vigor antes da ocupação.  O Protetorado era altamente urbanizado, o que tornava impraticável o estabelecimento de acampamentos partisans em florestas ou montanhas, e a excelente infraestrutura de transportes e comunicações estava à disposição do aparato de segurança nazista. Além disso, a minoria étnica alemã tendia a cooperar com os ocupantes e alguns alemães locais juntaram-se às forças de segurança, que beneficiaram da sua fluência em checo e do conhecimento da geografia local. 

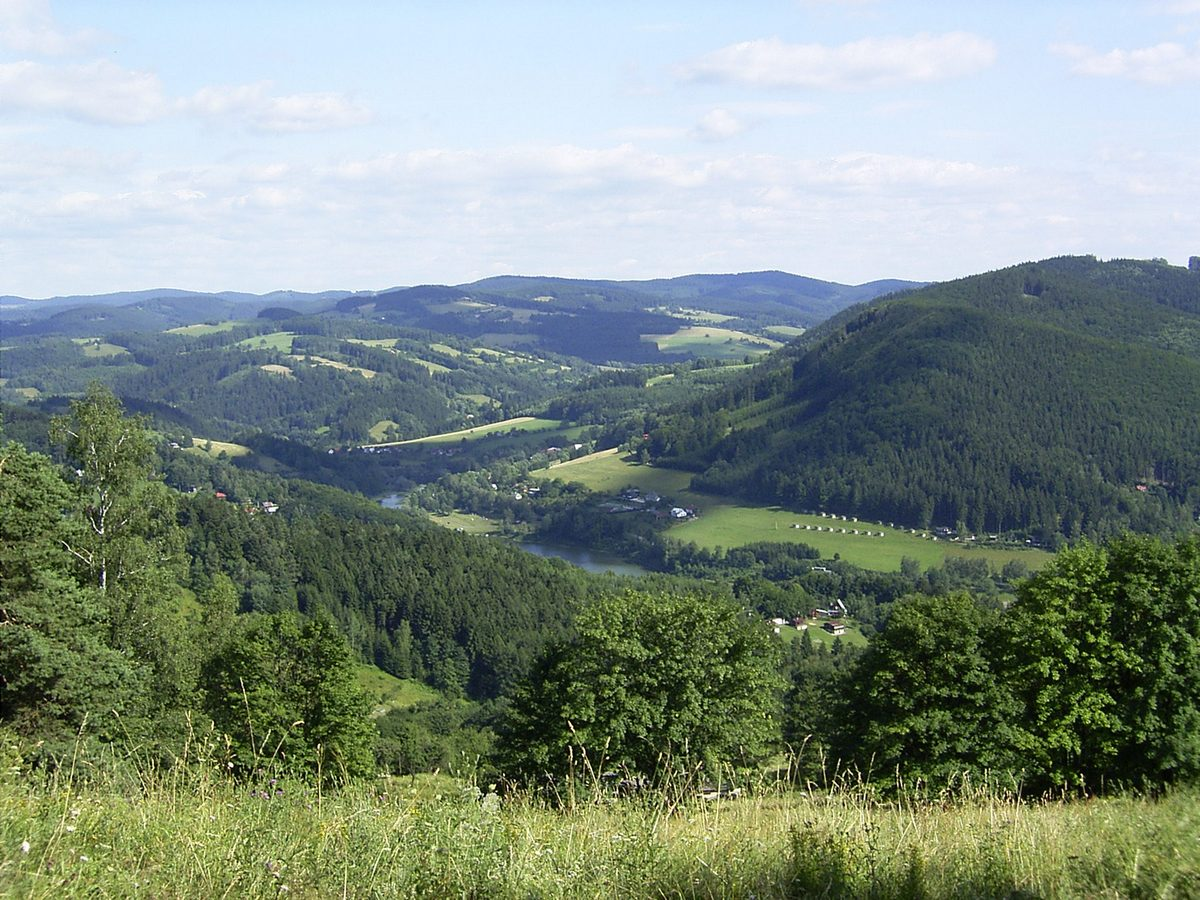
Montanhas Hostýn-Vsetín, base do Quadro Verde

A administração nazista trouxe Reinhard Heydrich como vice-protetor da Boêmia e da Morávia, a fim de impor a política de forma mais severa.  Sua brutalidade levou os Aliados a ordenarem seu assassinato em maio de 1942.  Na violenta repressão que se seguiu, conhecida em Checo como Heydrichiáda, mais de mil tchecos foram assassinados, incluindo toda a vila de Lidice.  Alguns antigos membros da resistência escaparam à prisão fugindo para as montanhas da Morávia e formando grupos partisans.  O primeiro grupo partisan documentado foi o Quadro Verde (em tcheco/checo:  Zelený kádr), ativo nas montanhas Hostýn-Vsetín ao longo da fronteira Tcheco-Eslovaca desde o início de 1942.  Havia também grupos de resistência urbana, como a Leoa Branca (em tcheco/checo:  Bílá lvice) ativo nas áreas da Silésia em torno de Frýdek-Místek e Ostrava.   Tais grupos partisans dependiam do apoio da população local e agiam cortando linhas de energia e sabotando ferrovias.  A partir de abril de 1944, vários grupos de pára-quedistas treinados na Grã-Bretanha foram lançados na Morávia para coletar informações.  [a] No entanto, segundo o historiador Detlef Brandes, o surgimento da brigada Žižka foi o início de uma resistência guerrilheira efetiva no Protetorado. 

## História

### Formação
No final de 1943, os políticos comunistas checoslovacos pediram ao governo soviético que organizasse um movimento partisan no Protetorado e na  Eslováquia. As unidades partisans para implantação na Tchecoslováquia receberam treinamento em Sviatoshyn, um subúrbio de Kiev. Para apoiar o avanço das tropas soviéticas, paraquedistas foram mobilizados antecipadamente, inicialmente na Rutênia dos Cárpatos, depois na Eslováquia e, finalmente, também na Morávia. 
O grupo partisan que ficaria conhecido como brigada Jan Žižka foi formado durante o treinamento em Sviatoshyn. A maioria dos seus vinte e um membros iniciais, incluindo o comandante, Tenente Ján Ušiak, eram de etnia eslovaca, de acordo com os planos iniciais de implantação na Eslováquia. Antes do treino em Sviatoshyn, alguns deles tinham lutado como guerrilheiros na Bielorrússia ou na região da Crimeia / Odessa. A unidade também incluía desertores húngaros e sete soviéticos, incluindo o capitão Dajan Bajanovič Murzin, segundo em comando. 
A "Unidade Ušiak-Murzin" saltou de paraquedas perto de Sklabiňa, Eslováquia, em dois grupos, na noite de 21 para 22 de agosto de 1944 e na noite de 30 para 31 de agosto.  Um dia antes da chegada do primeiro grupo, um grupo partisan local que controlava a área anunciou publicamente a restauração do Estado checoslovaco.  As ordens originais eram para que a unidade cruzasse a cordilheira Fatra e iniciasse as operações no noroeste da Eslováquia. No entanto, os planos foram interrompidos pela Revolta Nacional Eslovaca, iniciada em 29 de agosto. Inicialmente, a unidade conduziu o reconhecimento de uma contraofensiva alemã, mas logo Ušiak recebeu ordens para se redistribuir para a Morávia e, em 6 de setembro, começou a se mover para o norte. A Unidade Ušiak-Murzin juntou-se a muitos fugitivos checos que queriam lutar no seu próprio território.  Outros recrutas eram ex-soldados do Exército Eslovaco. 

### Transferência para a Morávia

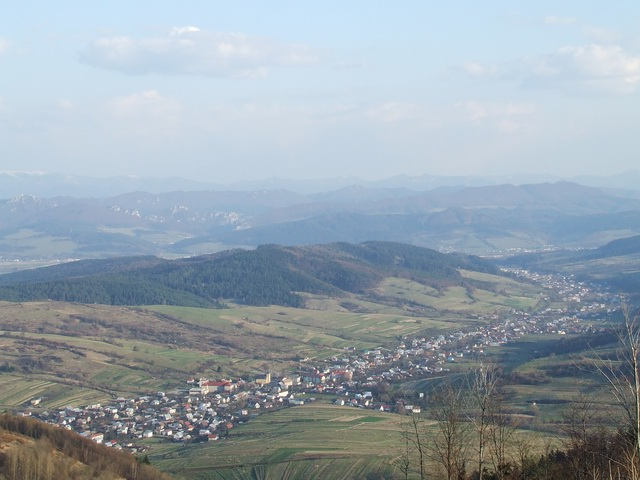
Vista de Štiavnik da colina Doktorovec

Embora os guerrilheiros pretendessem chegar à fronteira sem serem detectados, ocorreram duas escaramuças antes de a unidade chegar a Štiavnik, uma cidade eslovaca perto da fronteira. Como a polícia de Štiavnik e outras forças eslovacas na área desertaram para se juntarem à Revolta Nacional Eslovaca, a unidade, agora com 150 membros, estabeleceu-se em torno de Štiavnik, controlando uma pequena área na retaguarda das forças alemãs.  Em Štiavnik, mais tropas juntaram-se à unidade, principalmente checos que cruzaram a fronteira do Protetorado para se juntarem à Revolta, mas também incluíram prisioneiros de guerra soviéticos fugitivos que fugiram de campos tão distantes como a Saxônia e cruzaram a Boémia e a Morávia com a ajuda da população local. A unidade foi formalmente nomeada em homenagem a Jan Žižka, o líder do Exército Hussita do século XV, cuja luta pela liberdade religiosa e pelo uso de técnicas militares inovadoras fizeram dele um herói nacional checo. 
A fim de conter o fluxo de checos que se juntaram à Revolta Nacional Eslovaca, os alemães fecharam a fronteira e tornaram a passagem não autorizada punível com a morte em 16 de Setembro.  Tentativas de cruzar a fronteira em unidade foram feitas nas noites de 21-22 e 24-25 de setembro perto de Velké Karlovice. Como ambas as tentativas falharam após escaramuças com os guardas de fronteira alemães, Murzin cruzou a fronteira com um grupo menor de 60 guerrilheiros na noite de 28 para 29 de setembro.  Cerca de 300 guerrilheiros permaneceram na Eslováquia, sendo o seu número aumentado diariamente por recém-chegados.  No início de Outubro, a fronteira foi reforçada por cerca de 300 polícias militares SS, tornando mais difícil aos guerrilheiros de Žižka regressar à Morávia.  Em 10 de outubro, os alemães atacaram Štiavnik. Os combates duraram cerca de três dias, com perdas partisans estimadas em 200 em torno de Štiavnik e em escaramuças com guardas de fronteira ao tentar cruzar para a Morávia.  Apenas 130-140 guerrilheiros conseguiram cruzar a fronteira;  os que ficaram para trás incluíram doze dos quatorze eslovacos treinados na União Soviética. 

### Consolidação em Čertův Mlýn

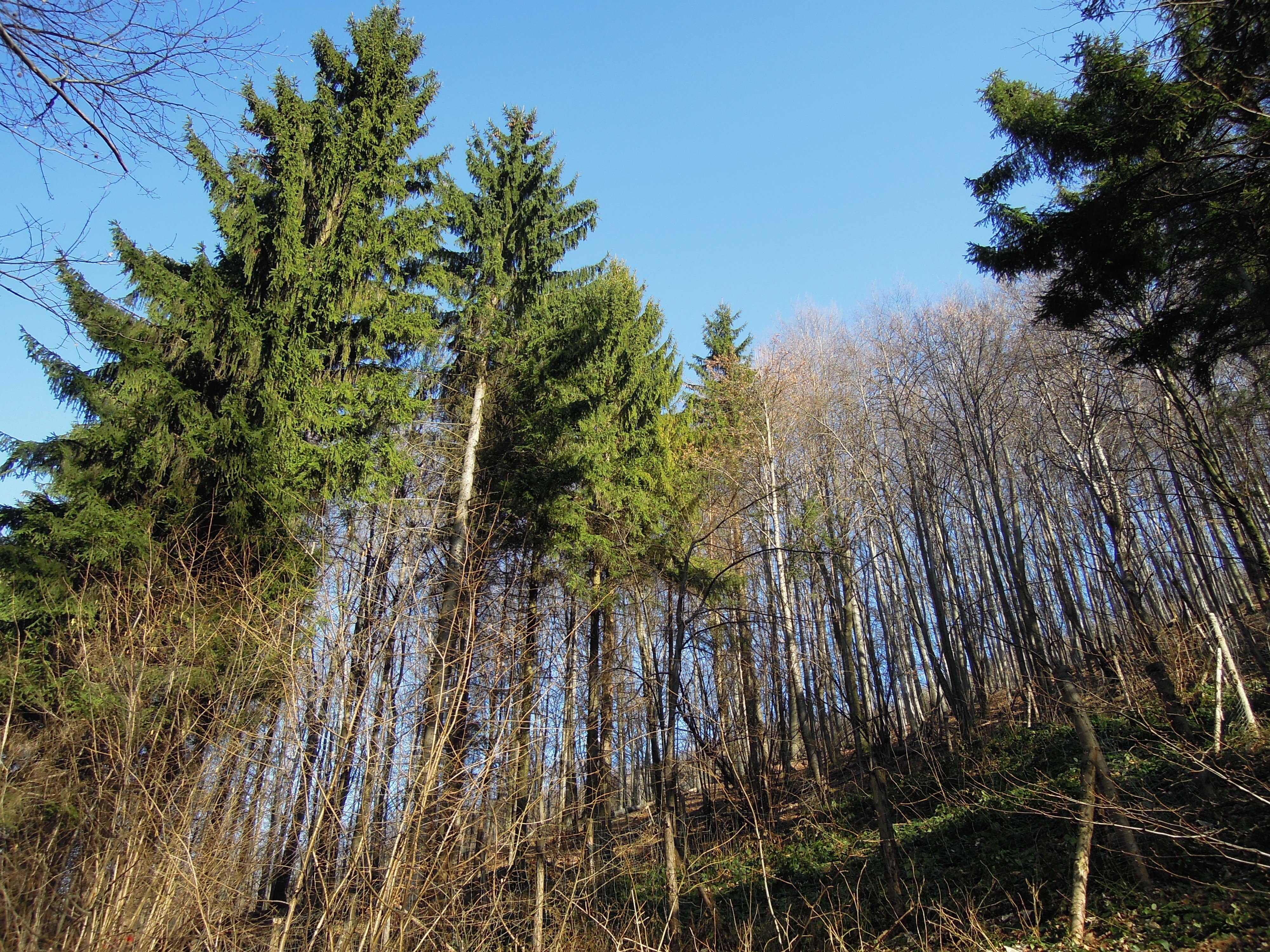
Bosques ao redor de Trojačka

Na Morávia, a unidade instalou-se num pavilhão de caça nas encostas da Montanha Magurka   e fez contato com o grupo partisan Wolfram treinado pelos britânicos. [b] Preocupados com o fato de um ataque de bombardeiros americanos em 14 de outubro ter atraído atenção indesejada das forças de segurança alemãs, os guerrilheiros de Murzin refugiaram-se na base do grupo Wolfram em Trojačka.    Como o grupo Wolfram esperava um lançamento aéreo de suprimentos da Grã-Bretanha, vinte e um guerrilheiros foram transferidos do grupo Murzin para Wolfram. Em troca, Murzin recebeu uma quantia significativa de dinheiro necessária para financiar suas operações. 
Um dos transferidos foi Stanislav Kotačka,  um pequeno ladrão que se juntou aos guerrilheiros para evitar a detenção em um campo de concentração.  Depois de assassinar um guerrilheiro de Wolfram,  ele se entregou e se ofereceu para denunciar os guerrilheiros em troca de apagar sua ficha criminal.   Às 4h30 do dia 23 de outubro, ele conduziu 300 soldados alemães para a base, mas os guerrilheiros conseguiram escapar.   Enquanto as forças de segurança alemãs queimavam edifícios e aterrorizavam civis na área em torno de Trojačka, os partisans de Žižka separaram-se do grupo Wolfram e estabeleceram uma base nova e mais permanente em Čertův Mlýn. [c] Eles se beneficiaram de suprimentos e informações fornecidas por civis tchecos amigos, alguns dos membros de Obrana Národa.  
Dois grupos foram enviados mais a sudoeste, sob o comando de Ivan Petrovič Stěpanov e Viktor Ševcov-Grekovskij.  Fizeram contacto com outros grupos já estabelecidos em Vsetín e arredores.  [d] Os grupos reuniram roupas e provisões para o inverno e invadiram delegacias de polícia (às vezes em cooperação com policiais tchecos locais) em busca de armas de fogo e munições.  No final de Outubro, a unidade tinha crescido para mais de 200 homens e mulheres, divididos em quatro subgrupos: um guardava a base enquanto os outros três operavam nas áreas circundantes. 

### Contramedidas alemãs

#### Astúcia da Gestapo
A Gestapo tentou atrair os líderes da unidade para uma reunião com agentes que se apresentavam como líderes de grupos de resistência comunista. Ušiak não sabia que quase todas as organizações de resistência tinham sido infiltradas pela Gestapo e os seus membros foram capturados e executados. Por isso, concordou com uma reunião no dia 2 de novembro, em local não muito longe da base. Sem o conhecimento da Gestapo, porém, unidades militares antipartisans também foram posicionadas na área e por acaso apareceram na reunião, estragando os planos da Gestapo.   Tanto Ušiak quanto Murzin foram feridos no tiroteio que se seguiu e fugiram em direções diferentes. Ušiak foi escondido por civis em Čeladná, mas logo foi rastreado e cometeu suicídio para evitar a captura.  Murzin ficou escondido por três semanas em um abrigo na floresta, mas os guerrilheiros não sabiam seu paradeiro.   Enquanto isso, os alemães capturaram outro guerrilheiro que revelou nomes de civis que os ajudaram.   Num ataque à base no dia seguinte, quatro guerrilheiros foram mortos e outros dois capturados. 
Em 3 de novembro, o Alto Comandante da SS e o Líder da Polícia, Karl Hermann Frank, ordenaram as execuções sumárias de supostos partisans, juntamente com aqueles suspeitos de ajudá-los. Os corpos dos suspeitos executados seriam enforcados em público por 48 horas.   Uma onda de prisões e execuções dizimou os apoiantes civis dos guerrilheiros.  Embora as forças policiais checas muitas vezes apoiassem os guerrilheiros,  minaram a aprovação pública que lhes era concedida roubando aos checos,  e alguns civis informaram sobre os guerrilheiros.  Devido à crescente atividade partisan na área, os alemães colocaram guardas nas pontes ferroviárias para evitar sabotagem. 

#### Operação Tetraz
Operação Tetraz (em tcheco/checo:  Tetřev, em alemão:  Auerhuhn) começou na manhã de 16 de novembro, quando os alemães isolaram uma área de cordão definida pelas cidades de Rožnov, Frenštát, Čeladná, Staré Hamry e Chata Bečvice.  O cordão de 55 quilômetros foi cuidadosamente monitorado e ninguém teve permissão de entrar ou sair; um sistema de senhas foi empregado para evitar que os guerrilheiros se passassem por soldados alemães.  O comandante, Generalleutnant Hans Windeck, com o objetivo de expulsar os guerrilheiros das densas florestas a leste da área do cordão para as áreas mais abertas a oeste,  e destruir decisivamente tanto Wolfram quanto os guerrilheiros de Žižka.  Os alemães comprometeram cerca de 13.000 soldados e policiais para a operação.   [e] No entanto, devido em parte ao mau tempo, o cordão não era tão impermeável quanto os alemães pretendiam, e a população local ajudou os guerrilheiros a escapar à noite.  A má coordenação entre a Wehrmacht e as forças policiais prejudicou a eficácia da operação.  Georg Attenberger, um oficial SS envolvido na operação, também culpou o treino insuficiente das unidades da Wehrmacht  e a preguiça da polícia. 
Devido ao seu extenso destacamento de mão-de-obra, os alemães tinham pouco a mostrar: apenas oito guerrilheiros mortos e entre 13 e 40 supostos apoiantes civis capturados e executados, ao custo de seis soldados alemães mortos e três feridos.  Após a operação, nenhuma atividade de guerrilha foi relatada na área do cordão, mas aumentou fora dela.  A brigada Žižka perdeu base, provisões e comunicação de rádio com o Exército Vermelho.  A demonstração de força alemã desencorajou a população civil de fornecer alimentos e informações aos guerrilheiros.   Para piorar ainda mais a situação, o destino dos comandantes da unidade permaneceu desconhecido. Demorou mais duas semanas para transportar Murzin, o comandante sobrevivente, para a nova área operacional dos guerrilheiros nas montanhas Hostýn-Vsetín. 

### Reorganização
Os grupos de Stěpanov e Ševcov-Grekovskij estabeleceram-se fora da área bloqueada pela Operação Tetraz.  Após ser transportado para a nova base, Murzin assumiu o comando. A unidade foi reestruturada e sua abordagem tática transformada. Foi dividido em grupos menores que se espalharam por uma área mais ampla e evitaram ficar muito tempo no mesmo lugar.  A maioria das posições de comando foram ocupadas por prisioneiros de guerra soviéticos fugitivos, que tinham mais experiência militar. No final da guerra, a estrutura de comando estava em grande parte descentralizada e a brigada operava numa grande área na Morávia oriental e central. 
Com o aumento do número de membros da brigada, Murzin decidiu restringir o número de guerrilheiros aceitos nas unidades florestais devido ao fornecimento limitado de alimentos e armas. [f] Foi dada preferência aos prisioneiros de guerra fugitivos e aos membros da resistência checa que tinham sido expostos e escapavam à prisão. Os rejeitados foram instruídos a iniciar as suas próprias unidades partisans nas áreas urbanas. Alguns membros viviam uma vida dupla, juntando-se aos guerrilheiros apenas em ataques noturnos. 

## Operações

### Sabotagem
Aspectos específicos da guerra partisan na Morávia envolveram os seguintes fatores:
- Uma densa rede de guarnições militares
- Controle militar e proteção de instalações militares e industriais, estradas, estações ferroviárias, pontes e instituições administrativas
- Uma rede diversificada da Gestapo apoiada por espiões em cidades, assentamentos e aldeias
- Unidades penais especiais da SS, Schutzpolizei, (Exército Russo de Libertação) e gendarmes de campo nas montanhas e florestas, em áreas conhecidas por conter bases e batalhões partisans

A extensão das operações da brigada foi limitada pela disponibilidade de armamentos. Após a Operação Grouse, a brigada foi dispersada e perdeu a maior parte de suas munições e explosivos.  Portanto, em Dezembro os guerrilheiros foram forçados a concentrar-se na consolidação e aquisição de armas, com as operações ofensivas a aumentarem gradualmente a partir de Janeiro.  Durante os primeiros meses de 1945, muitas unidades alemãs e húngaras em retirada passaram ou ficaram estacionadas na área operacional da brigada. Isso levou à aquisição de um grande número de armas em ataques; soldados húngaros desmoralizados muitas vezes trocavam as suas armas por comida ou bebida. 
Evitando encontros diretos com unidades alemãs maiores, os guerrilheiros sabotaram ferrovias, pontes, telecomunicações e linhas de energia de fábricas.  As operações mais importantes da brigada dependiam do uso de artefatos explosivos improvisados. A maioria dos explosivos foi apreendida das forças alemãs ou de civis. Por exemplo, 600 quilogramas (1 300 lb) originalmente destinado a uma pedreira foi roubado em janeiro. Os especialistas em explosivos eram, em sua maioria, civis tchecos que se juntaram à brigada.  Em março de 1945, a brigada conduzia ataques diários.  Uma de suas operações mais célebres foi a captura do Generalleutnant Dietrich von Müller, comandante da 16ª Divisão Panzer da Alemanha, em 19 de abril. 

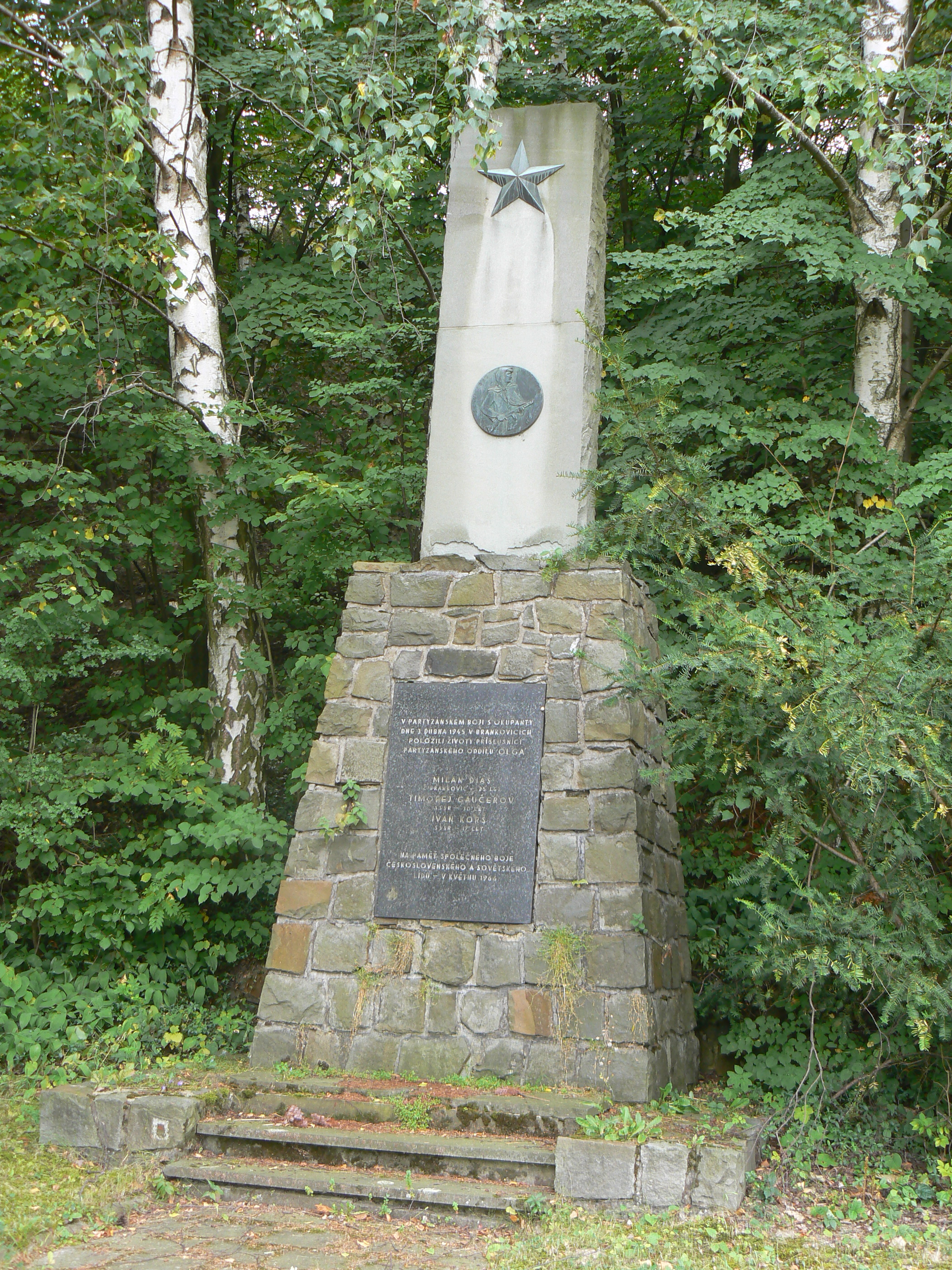
Memorial aos membros caídos do grupo de brigada Olga, que capturou Müller

Quando a linha de frente chegou à área operacional da brigada em 26 de abril, os guerrilheiros participaram de operações de linha de frente. Muitos juntaram-se então às unidades do exército nas suas campanhas mais a oeste, sendo utilizados principalmente como pessoal de inteligência armado. 

### Inteligência
Além de perturbar a retaguarda alemã, o outro objectivo estratégico da brigada era recolher informações. A eficácia do apoio da inteligência ao esforço de guerra soviético foi muito reduzida com a perda da comunicação por rádio em 12 de novembro. No final de dezembro, o estado-maior da brigada voltou a entrar em contato com o Exército Vermelho, utilizando o rádio da unidade de inteligência Luč, recentemente lançada de pára-quedas na área. Contudo, a interrupção das comunicações também exigiu um período de reconstrução da confiança; durante as semanas de silêncio no rádio, os comandantes soviéticos acreditaram que a unidade estava perdida.  A essa altura, já havia se desenvolvido uma rivalidade entre a brigada e os oficiais de inteligência da 1ª Frente Ucraniana. 
Os guerrilheiros reuniram informações sobre as posições, armamentos e força das unidades alemãs, a localização dos arsenais e armazéns, a posição das fortificações e relatórios de situação relativos aos aeródromos, movimentos e transporte das unidades alemãs. Foram também fornecidas informações sobre alemães étnicos, colaboradores e informadores checos, bem como sobre as operações de combate da própria brigada e sobre os seus apoiantes civis.  Informações muito importantes vieram de policiais do Exército do Governo, alguns dos quais ajudaram ativamente os guerrilheiros, causando desvios para ataques ou lutando ao lado dos guerrilheiros. No entanto, a fonte de inteligência mais valiosa da brigada era o comandante do quartel alemão em Holešov, major Josef Hübner. Hübner usou seu motorista pessoal, o antifascista Hans Kocher, para passar informações sobre ataques planejados e a descoberta de membros da resistência. 

### Contramedidas
As forças de ocupação alemãs redistribuíram um pelotão Waffen-SS, o 31º Grupo de Operações Especiais, juntamente com o seu 20º Regimento de Polícia SS, para a Morávia. O 31º Grupo de Operações Especiais tinha experiência em guerra antipartisan devido à experiência anterior na Iugoslávia e também era conhecido por sua brutalidade para com os civis tchecos.  As forças alemãs assassinaram civis suspeitos de apoiar os guerrilheiros,  por vezes espancando mulheres grávidas até à morte  bem como queimando suspeitos vivos.  A contraespionagem alemã também empregou uma unidade partisan falsa composta por 16 soldados do Exército de Libertação Russo liderados por um alemão étnico bilíngue em tcheco,  mas não conseguiu se infiltrar na brigada quando o estratagema foi descoberto. 

## Legado
A brigada foi desmobilizada em 26 de maio de 1945, tendo sido destacada nos dias imediatamente após a guerra como força de segurança em busca de soldados alemães escondidos nas montanhas e florestas da Morávia.  De acordo com o relatório pós-guerra de Murzin, a brigada consistia em 1.232 pessoas em 5 de maio de 1945.  [g] 1.533 pessoas eram membros, das quais 304 foram mortas e 208 feridas.  Um número significativo de guerrilheiros e muitos dos que os ajudaram eram mulheres.  1.126 membros foram condecorados pelo governo da Checoslováquia, mais do que qualquer outra unidade partisan. 
A brigada tem um legado controverso na Morávia, em parte devido à sua filiação soviética;  o regime comunista foi acusado de glorificar os guerrilheiros soviéticos, incluindo a brigada Jan Žižka.  Os guerrilheiros eram frequentemente descritos como bêbados, aventureiros e bandidos, que representavam uma ameaça maior do que os ocupantes alemães.  [i] Os guerrilheiros roubaram moradores locais que não estavam dispostos a alimentá-los,  executaram prisioneiros alemães e conduziram execuções sumárias de civis suspeitos de colaboração, alguns dos quais se revelaram inocentes. 

## Membros notáveis
- Alexander Dubček juntou-se à brigada em agosto de 1944. [104]